# 洛秋乡
洛秋乡，是中华人民共和国四川省甘孜藏族自治州炉霍县下辖的一个乡镇级行政单位。

## 行政区划
洛秋乡下辖以下地区：
穷各村、瓦贡村、洛尔巴村、热马贡村、洛尔巴新村、灵都村、灵龙村和洛秋易日村。